# Typhloroncus coralensis
Typhloroncus coralensis är en spindeldjursart som beskrevs av William B. Muchmore 1979. Typhloroncus coralensis ingår i släktet Typhloroncus och familjen Ideoroncidae. Inga underarter finns listade i Catalogue of Life.